# Stenopogon rafaelae
Stenopogon rafaelae là một loài ruồi trong họ Asilidae. Stenopogon rafaelae được Wilcox miêu tả năm 1971. Loài này phân bố ở vùng Tân Bắc giới.